# Aymar de Lusignan
Pour les articles homonymes, voir Aymar de Lusignan (homonymie).
Aymar de Lusignan, ou Adhémar,, né en 1228 et décédé le 4 décembre 1260, est un membre de la haute noblesse poitevine du XIIIe siècle. Il devient, outre-manche, un dignitaire ecclésiastique important grâce au soutien de son demi-frère, Henri III Plantagenêt.

## Biographie

### Famille
Aymar est le cinquième et le dernier fils d'Hugues X de Lusignan  (v. 1182-1249), comte de la Marche et d'Isabelle Taillefer (v. 1188/92-1246), comtesse d'Angoulême et reine consort d'Angleterre, veuve du roi Jean sans Terre (1166-1216). Aymar, par sa mère, est le frère utérin du roi Henri III d'Angleterre (1207-1272) et de Richard de Cornouailles (1209-1272), roi des Romains.
Son frère aînée, Hugues XI le Brun (v. 1221-1250) est seigneur de Lusignan, comte de la Marche (1249-1250) et d'Angoulême (1246-1250). Il décède à la bataille de Fariskur lors de septième croisade. Ses frères aînés, Guy, Geoffroy de Lusignan et Guillaume de Valence, comte de Pembroke, participent activement à la vie politique anglaise.

#### Homonyme
Aymar ne doit être confondu avec son neveu : un autre Aymar de Lusignan dit "de Valence" (v. 1275-1324), comte de Pembroke, fils de Guillaume Ier de Valence (v. 1227-1296), comte de Pembroke, et de Jeanne de Montchenu (v. 1230-1307).
De ce fait, Aymar, évêque de Winchester, est parfois nommé dans certains articles Aymar de Valence, nom qu'il n'a jamais porté dans les textes.

#### Anthroponyme
Aymar porte le prénom de son grand-père maternel : Aymar (v. 1160-1202), comte d'Angoulême (v. 1186-1202).

### Vie politique
Après la bataille de Taillebourg en 1242, qui met en difficulté son père Hugues X de Lusignan et l'ensemble du réseau familial poitevin, Henri III invite plusieurs de ses demi-frères en 1247 à le rejoindre en Angleterre. Aymar est cité comme clerc lors de son arrivée en Angleterre, en compagnie de ses frères Guy, seigneur de Cognac, Guillaume de Valence et de sa jeune sœur Alix.
Le souverain anglais se charge aussitôt d'assurer leur avenir : Alix épouse très rapidement le jeune comte de Surrey, Jean de Warenne. Guillaume de Valence épouse le 13 août 1247 Jeanne de Montchenu dernière descendante et cohéritière du comte de Pembroke, Guillaume le Maréchal,. En devenant ainsi comte de Pembroke et seigneur de Wexford, Guillaume devient l'un des plus puissants barons d'Angleterre. Guy, Aymar puis Geoffroy se voient grandement favorisés par le monarque Plantagenêt. Les frères Lusignan seront un soutien indéfectible des rois Henri III et Édouard Ier, son fils. Cette politique royale de faveurs rend les Lusignan très impopulaires auprès d'une partie de l'aristocratie anglaise. 
Aymar est seigneur de Couhé en Poitou et fait hommage à l'abbé de Saint-Maixent pour ce fief le 28 mars 1249.
Imposé par Henri III Plantagenêt, Aymar succède à Guillaume de Raley comme évêque de Winchester (1250-1260) et est élu le 4 novembre 1250. Il est consacré évêque par le pape Alexandre IV le 14 mai 1260 à Rome. Cependant, Aymar décède quelques mois plus tard à Paris, le 4 décembre 1260, et est inhumé à l'église Sainte-Geneviève. La cathédrale de Winchester accueille son cœur, où il se trouve toujours actuellement.

## Sceau et armoiries
Le sceau d'Aymar nous est connu par un acte, daté du 29 juillet 1254, établi à Witney, localité proche d'Oxford.

### Sceau [1254]
Avers : Navette, 62 × 45 mm,,.
Description : Le personnage, debout en pied, est vêtu comme un diacre, tête nue et porte un livre à deux mains. Deux étoiles sont placées à dextre et à senestre, à hauteur de ses cuisses. Une voûte surplombe le personnage au-dessus de laquelle s'élève une architecture formée d'une flèche principale et de deux flèches secondaires.
Légende : SIGILLV • ADEMARI • DEI • ...... ELECTI WITHONIEN
Légende transcrite : Sigillum Ademari dei [gracia] electi Wintoniensis
Contre-sceau : Navette, 62 × 45 mm,.
Description : Le personnage, debout sur un piédouche, est vêtu comme un diacre, tête nue et porte un livre à deux mains.
Légende : ✠ ' TRA SGM • ELECTI WINTONIENSIS 🟌
Légende transcrite : Contra sigillum electi Wintoniensis

### Armoiries [ap. 1260]
Les armoiries d'Aymar sont celles des seigneurs de Lusignan, ce qui signifie qu'il n'a pas été fait usage de brisure.
| Blason | Blasonnement : Écu burelé d'argent et d'azur de dix-huit pièces Commentaires : Blason d'Aymar de Lusignan, évêque de Winchester, d'après une sculpture funéraire, cathédrale de Winchester. |

Références,

## Sources et bibliographie